# Cerro Poyo
El Cerro Poyo, con una altitud de 2.045 m s. n. m., es el pico más alto de la Sierra de María, en la provincia de Almería (España). Está ubicado en el parque natural de Sierra María-Los Vélez, en el término municipal de María. Es también el "dosmil" más oriental de las Cordilleras Béticas.

## Descripción
Su cima está compuesta por una meseta pedregosa, con tajos escarpados al sur y laderas más suaves al norte. La vegetación en la parte alta es escasa, pero a menor altitud destaca la presencia de pinares.
Se trata de una cima principal de categoría 1 con una dominancia altimétrica del 78,32%, una dominancia prominencial del 82,27% y una relevancia del 80.27%.